# Giovanni Ferrari
Giovanni Ferrari, född 6 december 1907 i Alessandria, död 2 december 1982 i Milano, var en italiensk fotbollsspelare och tränare. Under sin spelarkarriär vann han Serie A åtta gånger, varav fem titlar med Juventus, som han spelade 160 matcher och gjorde 67 mål för. Ferrari blev även världsmästare två gånger med Italien då man vann både VM 1934 och VM 1938. Han var även förbundskapten tillsammans med Paolo Mazza under VM 1962.

## Meriter
Juventus
- Serie A: 1931, 1932, 1933, 1934, 1935

Inter
- Serie A: 1938, 1940
- Coppa Italia: 1939

Bologna
- Serie A: 1941

Italien
- VM-guld: 1934, 1938